# ضياء الدين الهكاري
ضِيَاء الدِّين الهَكَّاري (ت. 585 هـ / 1189 م) هو مستشار السلطان صلاح الدين الأيوبي.
هو عيسى بن محمد بن عيسى الحسني الطالبي، أبو محمد، ضياء الدين الهكاري، نسبته إلى الهكارية. اشتغل بالفقه في حلب، واتصل بالأمير أسد الدين شيركوه. وبعد وفاة شيركوه اتصل بصلاح الدين واعتمد عليه في الآراء والمشورات. توفي بقرب عكا، ونقل إلى القدس فدفن بظاهرها.